# Peerhouse Cars
Peerhouse Cars war ein britischer Hersteller von Automobilen.

## Unternehmensgeschichte
Das Unternehmen aus Farnham in der Grafschaft Surrey begann 1983 mit der Produktion von Automobilen und Kits. Der Markenname lautete Alto. 1984 endete die Produktion. Cardo Engineering versuchte 1988 vergeblich, die Produktion fortzusetzen. Insgesamt entstanden etwa drei Exemplare.
Es gab keine Verbindung zur anderen britischen Automarke Alto.

## Fahrzeuge
Im Angebot stand nur ein Modell. Das Fahrgestell vom VW Käfer bildete die Basis. Darauf wurde eine zweisitzige Coupé-Karosserie aus Fiberglas montiert. Alternativ war ein Spaceframe-Fahrgestell mit einem Motor von Alfa Romeo in Fahrzeugmitte vorgesehen.
Das Fahrzeug ähnelte den Modellen von Avante Cars.